# Crvenoglava biserka
Crvenoglava biserka (lat. Agelastes meleagrides) je ptica srednje veličine iz roda Agelastes, porodice biserki.
Duga je obično oko 45 centimetara. Perje joj je crne boje, a glava je malena i blijedo crvenkasta, kao i gornji dio vrata. Donji dio vrata, prsa i leđa su bijeli. Rep joj je dug i crne je boje, dok je kljun zelenkasto-smeđ, a stopala sivkasta. Mužjak i ženka su poprilično slični, samo je ženka malo manja od mužjaka.
Bjeloprsa biserka rasprostranjena je u suptropskim šumama zapadne Afrike (Obala Bjelokosti, Gana, Gvineja, Liberija i Sierra Leone). Ishrana joj se uglavnom sastoji od sjemenki, bobičastog voća,  i malih životinja kao što su kukci i manji mekušci. Pojavljuje se sama, u paru ili u manjim skupinama, ali najčešće u skupini od 15 do 24 jedinke. Stalno se kreće u potrazi za hranom i zauzima velika područja. Sezona parenja traje od svibnja do listopada, ponekad i tijekom cijele godine.
Zbog gubitka staništa i lova u nekim područjima, bjeloprsa biserka označena je kao osjetljiva (VU) vrsta na IUCN-ovom crvenom popisu ugroženih vrsta.